# Subregiones de Caldas

Subregiones de Caldas.

Subregiones es el nombre con el cual se conoce a las subdivisiones territoriales que conforman el departamento colombiano de Caldas. En total son 6 subregiones que no son relevantes en términos de gobierno, y que fueron creadas para facilitar la administración del departamento, en las que se agrupan los 27 municipios.
Las subregiones de Caldas son las siguientes:

## Subregiones
| Alto Occidente                                         | Alto Oriente                                       | Bajo Occidente                                        |
| ------------------------------------------------------ | -------------------------------------------------- | ----------------------------------------------------- |
| Filadelfia • La Merced • Marmato • Riosucio • Supía    | Manzanares • Marquetalia • Marulanda • Pensilvania | Anserma • Belalcázar • Risaralda • San José • Viterbo |
| Centro Sur                                             | Magdalena caldense                                 | Norte caldense                                        |
| Chinchiná • Manizales • Neira • Palestina • Villamaría | La Dorada • Norcasia • Samaná • Victoria           | Aguadas • Aranzazu • Pácora • Salamina                |